# Hämnarna (film, 1998)
Hämnarna (engelska: The Avengers) är en amerikansk actionkomedi från 1998 i regi av Jeremiah S. Chechik. Filmen baseras på den brittiska TV-serien The Avengers från 1960-talet.

## "Utmärkelser"
Hämnarna tilldelades ett Razzie Award för sämsta prequel, nyinspelning, rip-off eller uppföljare 1998. Filmen var nominerad i flera klasser, bland annat Razzie Award för sämsta filmkombination.

## Rollista i urval
- Ralph Fiennes - John Steed
- Uma Thurman - Emma Peel
- Sean Connery - Sir August de Wynter
- Patrick Macnee - Invisible Jones (röst)
- Jim Broadbent - Mother
- Fiona Shaw - Father
- Eddie Izzard - Bailey
- Eileen Atkins - Alice
- John Wood - Tribshaw
- Carmen Ejogo - Brenda
- Keeley Hawes - Tamara
- Shaun Ryder - Donavan
- Nicholas Woodeson - Doktor Darling